# Öregkolónia
A dorogi Öregkolónia a település első bányászkolóniája volt a vasút északi oldalán, a mai Zsigmondy Vilmos-lakótelep helyén.

## Története
A Salgótarjáni Kőszénbánya Rt. kezdte építeni első dorogi bányanyitásakor, 1892-ben a bányászok letelepítésének céljából az épülő vasút akkor még lakatlan, északi oldalán, 1898-ra készült el 9 utcával. Mellette épült fel a sportpálya, a zenepavilon és a munkásotthon. Az 1970-es években leromlott állapota miatt és a slumosodás megakadályozása érdekében teljesen lebontották, csak a Vasút sori régi villanyoszlopok egykori leágazásainak csonkjai utalnak a kis utcák korábbi elhelyezkedésére. Helyén épült fel az 1970-es és 1980-as évek fordulóján a Zsigmondy Vilmos-lakótelep.